# Meeder
Meeder is een gemeente in de Duitse deelstaat Beieren, en maakt deel uit van het Landkreis Coburg.
Meeder telt 3.670 inwoners.
Meeder is de geboorteplaats van Johann Nikolaus Forkel (1749–1818), muziekhistoricus en organist, de schrijver van de eerste biografie over Johann Sebastian Bach.
Ahorn ·
Bad Rodach ·
Dörfles-Esbach ·
Ebersdorf bei Coburg ·
Großheirath ·
Grub am Forst ·
Itzgrund ·
Lautertal ·
Meeder ·
Neustadt bei Coburg ·
Niederfüllbach ·
Rödental ·
Seßlach ·
Sonnefeld ·
Untersiemau ·
Weidhausen bei Coburg ·
Weitramsdorf